# سيبا (لاعب كرة قدم)
وإسمه الكامل سيباستياو دي فرايتاس كوتو جونيور (بالبرتغالية: Sebastião de Freitas Couto Júnior) ويعرف اختصاراً باسم سيبا (بالبرتغالية: Sebá) هو لاعب كرة قدم برازيلي في مركز الهجوم والوسط المهاجم ولد في يوم 8 يونيو 1992 في مدينة سالفادور فيالبرازيل، وسبق له اللعب مع نادي إستوريل ونادي بورتو ونادي كروزيرو ونادي أولمبياكوس ونادي الشباب السعودي ولعب مع منتخب البرازيل تحت 20 سنة ويبلغ طوله 183 سم.

## روابط خارجية
- سيبا على موقع قاعدة بيانات كرة القدم.إي يو (الإنجليزية)
- سيبا على موقع Soccerway.com (الإنجليزية)
- سيبا على موقع عالم كرة القدم.نت (الإنجليزية)
- سيبا على موقع AS.com (الإسبانية)